# Satz von Cartan (Lie-Gruppen)
In der Mathematik besagt der Satz von Cartan, in der englischsprachigen Literatur auch als Closed Subgroup Theorem bezeichnet, dass abgeschlossene Untergruppen einer Lie-Gruppe eingebettete Untermannigfaltigkeiten und insbesondere Unter-Lie-Gruppen sind. Er wurde 1930 von Élie Cartan und für Matrixgruppen bereits 1929 von John von Neumann bewiesen. Er ist von Bedeutung für die Klassifikation linearer Gruppen und für die Konstruktion homogener Räume.

## Erläuterungen und Beispiele

Torus

Eine Untergruppe einer Lie-Gruppe muss nicht notwendig abgeschlossen in der Topologie der Lie-Gruppe sein. Beispielsweise 
sind die Untergruppen des Torus
{\displaystyle G=\mathbb {T} ^{2}=\left\{\left.\left({\begin{matrix}e^{2\pi i\theta }&0\\0&e^{2\pi i\phi }\end{matrix}}\right)\right|\theta ,\phi \in \mathbb {R} \right\}}
von der Form
{\displaystyle H_{\alpha }=\left\{\left.\left({\begin{matrix}e^{2\pi i\theta }&0\\0&e^{2\pi i\alpha \theta }\end{matrix}}\right)\right|\theta \in \mathbb {R} \right\}}
für ein {\displaystyle \alpha \in \mathbb {R} }. Während man für {\displaystyle \alpha \in \mathbb {Q} } eine abgeschlossene Untergruppe {\displaystyle H_{\alpha }\subset G} erhält, liegen für irrationale Zahlen {\displaystyle \alpha \not \in \mathbb {Q} } die Untergruppen {\displaystyle H_{\alpha }} dicht in {\displaystyle G} und sind insbesondere nicht abgeschlossen.
Wenn die Untergruppe {\displaystyle H} nicht abgeschlossen in {\displaystyle G} ist, dann stimmt die von der Topologie von {\displaystyle G} erzeugte Unterraumtopologie von {\displaystyle H} nicht mit der Lie-Gruppen-Topologie von {\displaystyle H} überein. Im obigen Beispiel sind für {\displaystyle \alpha \not \in \mathbb {Q} } die Untergruppen {\displaystyle H_{\alpha }} zwar abstrakt (als Gruppen) isomorph zu {\displaystyle \mathbb {R} }, die vom Torus induzierte Topologie stimmt aber nicht der Topologie der Lie-Gruppe {\displaystyle \mathbb {R} } überein. Dagegen sind für {\displaystyle \alpha \in \mathbb {Q} } die abgeschlossenen Untergruppen {\displaystyle H_{\alpha }} auch als Lie-Gruppen isomorph zur Kreisgruppe {\displaystyle S^{1}}.
Satz von Cartan: Eine Untergruppe {\displaystyle H} einer Lie-Gruppe {\displaystyle G} ist genau dann eine eingebettete Unter-Lie-Gruppe, wenn sie abgeschlossen ist.